# W00t
W00t is een uitdrukking op internet, mogelijk afkomstig uit de game- en/of hackerswereld. Het wordt meestal uitgesproken en/of gespeld als woot, IPA-uitspraak: [wūt].
Het wordt met twee nullen (00) gespeld, omdat het zogenaamd "leet" is.

## Achtergrond
Voor Woot, Whoot en w00t zijn zeer veel verschillende achtergronden aangedragen. Een aantal hiervan staat hieronder:
Uit de gamingwereld
- Het zou "We Own Other Teams" zijn, wat "Wij Ownen Andere Teams" betekent. Dat zou in het begin van de jaren negentig gebruikt zijn bij multiplayerspellen. Deze uitleg is merkwaardig, omdat er onder andere op Usenet in het geheel geen referenties aan deze afkorting te vinden zijn.
- Het acroniem voor: "Waste of Our Time", "Way Out of Topic", "Win Over Other Team" of "We Owned the Other Team", zij het minder frequent gebruikt. Ook deze afkortingen zijn op Usenet niet eerder dan pakweg in het jaar 2003 terug te vinden en lijken dus apocrief.
- Everquest-"slang" voor: "Wonderful Loot"
- Wordt ook gebruikt als "Want One Of Those"

Uit de hackerswereld
- Term wanneer de hacker toegang had verkregen tot een bepaalde personal computer: Root . Als je "wonderful" of "welcome" en "root" samenvoegt, krijg je woot wat vaak wordt geschreven als w00t!.
- Tegenwoordig is w00t meer een forum-woord geworden, en is het een uitdrukking van vreugde.

## Woord van het jaar
In december 2007 is "w00t" uitgeroepen tot het woord van het jaar 2007 door de Amerikaanse Merriam Webster